# Henry Somerset, I duca di Beaufort
Henry Somerset, I duca di Beaufort (Raglan, 1629 – Badminton, 21 gennaio 1700), è stato un nobile inglese.

## Biografia

### Infanzia
Nacque a Carmarthen nel 1629 da Elizabeth Dormer, figlia di Robert Dormer, I conte di Carnarvon, e da Edward Somerset, II marchese di Worcester.

### Matrimonio
Il 17 agosto 1657 aveva sposato Mary Capell, figlia di Arthur Capell, I barone Capell di Hadham, altro fedele realista, e vedova di Henry Seymour, lord Beauchamp; ebbero tre figli maschi e quattro figlie femmine.

### Duca di Beaufort
Il padre era stato un accanito realista durante la Guerra civile inglese; per ricompensarne i servigi Carlo II d'Inghilterra premiò Somerset con un nuovo titolo nobiliare oltre quelli ereditari di Lord Herbert e Marchese di Worcester: quello di Duca di Beaufort, riesumato dal cognome di un avo di Somerset, John Beaufort, I conte di Somerset, figlio illegittimo di Giovanni Plantageneto, I duca di Lancaster, e Katherine Swynford e nipote di Edoardo III d'Inghilterra; Somerset era quindi diretto discendente dei Plantageneti.
Beaufort fu cavaliere dell'Ordine della Giarrettiera e dal 22 aprile 1679 Privy Councillor e Lord Presidente del Galles, succedendo a Richard Vaughan, II conte di Carbery; il titolo di Duca di Beaufort fu riconfermato da Guglielmo III d'Inghilterra, benché non fosse suo sostenitore.

### Morte
Alla sua morte, avvenuta il 21 gennaio 1700 a Londra, come Duca di Beaufort gli succedette il nipote Henry, figlio di suo figlio Charles Somerset, marchese di Worcester.

## Discendenza
Lord Henry Somerset e Mary Capell ebbero:
- Lord Henry Somerset, Lord Herbert, morto infante;
- Charles Somerset, marchese di Worcester (1660-1698);
- Lord Arthur Somerset;
- Lady Mary Somerset, Lady del Guardaroba e sposata a James Butler, II duca di Ormonde, di antica famiglia irlandese;
- Lady Henrietta Somerset, sposata a Henry Horatio O'Brien, Lord Ibrackan, e poi con Henry Howard, VI conte di Suffolk;
- Lady Anne Somerset, che sposò Thomas Coventry, II conte di Coventry;
- Una figlia, il cui nome è sconosciuto, morì durante l'infanzia.

## Ascendenza
|                                           |                                |                                  | Genitori                                 |  |  | Nonni |  |  | Bisnonni                               |  |  | Trisnonni                                |  |
|                                           |                                |                                  |                                          |  |  |       |  |  | Edward Somerset, IV conte di Worcester |  |  | William Somerset, III conte di Worcester |  |
|                                           |                                |                                  |                                          |  |  |       |  |  | Edward Somerset, IV conte di Worcester |  |  | William Somerset, III conte di Worcester |  |
|                                           |                                | Christian North                  |                                          |  |  |       |  |  | Edward Somerset, IV conte di Worcester |  |  |                                          |  |
| Henry Somerset, I marchese di Worcester   |                                |                                  |                                          |  |  |       |  |  | Edward Somerset, IV conte di Worcester |  |  |                                          |  |
|                                           |                                | Elizabeth Hastings               | Francis Hastings, II conte di Huntingdon |  |  |       |  |  |                                        |  |  |                                          |  |
|                                           |                                | Elizabeth Hastings               | Francis Hastings, II conte di Huntingdon |  |  |       |  |  |                                        |  |  |                                          |  |
|                                           |                                | Elizabeth Hastings               | Catherine Pole                           |  |  |       |  |  |                                        |  |  |                                          |  |
| Edward Somerset, II marchese di Worcester |                                | Elizabeth Hastings               |                                          |  |  |       |  |  |                                        |  |  |                                          |  |
|                                           |                                | John Russell, III barone Russell | Francis Russell, II conte di Bedford     |  |  |       |  |  |                                        |  |  |                                          |  |
|                                           |                                | John Russell, III barone Russell | Francis Russell, II conte di Bedford     |  |  |       |  |  |                                        |  |  |                                          |  |
|                                           |                                | John Russell, III barone Russell | Margaret St. John                        |  |  |       |  |  |                                        |  |  |                                          |  |
| Anne Russell                              |                                | John Russell, III barone Russell |                                          |  |  |       |  |  |                                        |  |  |                                          |  |
|                                           |                                | Elizabeth Cooke                  | Anthony Cooke                            |  |  |       |  |  |                                        |  |  |                                          |  |
|                                           |                                | Elizabeth Cooke                  | Anthony Cooke                            |  |  |       |  |  |                                        |  |  |                                          |  |
|                                           |                                | Elizabeth Cooke                  | Anne FitzWilliam                         |  |  |       |  |  |                                        |  |  |                                          |  |
| Henry Somerset, I duca di Beaufort        |                                | Elizabeth Cooke                  |                                          |  |  |       |  |  |                                        |  |  |                                          |  |
|                                           | Robert Dormer, I barone Dormer | William Dormer                   |                                          |  |  |       |  |  |                                        |  |  |                                          |  |
|                                           | Robert Dormer, I barone Dormer | William Dormer                   |                                          |  |  |       |  |  |                                        |  |  |                                          |  |
|                                           | Robert Dormer, I barone Dormer | Dorothy Catesby                  |                                          |  |  |       |  |  |                                        |  |  |                                          |  |
| William Dormer                            | Robert Dormer, I barone Dormer |                                  |                                          |  |  |       |  |  |                                        |  |  |                                          |  |
|                                           |                                | Elizabeth Browne                 | Anthony Browne, I visconte Montagu       |  |  |       |  |  |                                        |  |  |                                          |  |
|                                           |                                | Elizabeth Browne                 | Anthony Browne, I visconte Montagu       |  |  |       |  |  |                                        |  |  |                                          |  |
|                                           |                                | Elizabeth Browne                 | Magdalen Dacre                           |  |  |       |  |  |                                        |  |  |                                          |  |
| Elizabeth Dormer                          |                                | Elizabeth Browne                 |                                          |  |  |       |  |  |                                        |  |  |                                          |  |
|                                           |                                | Richard Molyneux, I baronetto    | William Molyneux                         |  |  |       |  |  |                                        |  |  |                                          |  |
|                                           |                                | Richard Molyneux, I baronetto    | William Molyneux                         |  |  |       |  |  |                                        |  |  |                                          |  |
|                                           |                                | Richard Molyneux, I baronetto    | Bridget Caryll                           |  |  |       |  |  |                                        |  |  |                                          |  |
| Alice Molyneux                            |                                | Richard Molyneux, I baronetto    |                                          |  |  |       |  |  |                                        |  |  |                                          |  |
|                                           |                                | Frances Gerard                   | Gilbert Gerard                           |  |  |       |  |  |                                        |  |  |                                          |  |
|                                           |                                | Frances Gerard                   | Gilbert Gerard                           |  |  |       |  |  |                                        |  |  |                                          |  |
|                                           |                                | Frances Gerard                   | Anne Ratcliffe                           |  |  |       |  |  |                                        |  |  |                                          |  |
|                                           |                                | Frances Gerard                   |                                          |  |  |       |  |  |                                        |  |  |                                          |  |